# Charles de Sainte-Maure

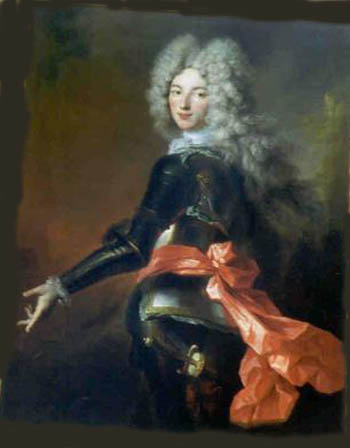
Porträt von Charles de Sainte-Maure, Duc de Montausier, Nicolas de Largillière, letztes Viertel des 18. Jahrhunderts, Schloss Chambord

Charles de Sainte-Maure (* 6. Oktober 1610; † 17. November 1690) war ein französischer Gentilhomme und Militär. Er war ab 1668 der Gouverneur des Grand Dauphin Louis de Bourbon (1661–1711). Als Vertrauter des Hôtel de Rambouillet wird er in der Literatur häufig erwähnt.
Mit dem Tod seines Bruders 1635 wurde er Marquis de Salles und Baron de Montausier; Marquis de Montausier wurde er 1644, Duc de Montausier und Paire de France 1664.

## Leben
Charles de Sainte-Maure war ein jüngerer Sohn von Léon de Sainte-Maure, einem erklärten Hugenotte, der Charles in der Akademie Sedan unter Petrus Molinaeus im reformierten Glauben erziehen ließ.
Als Militär zeichnete er sich 1629 bei der Belagerung von Casale Monferrato aus. 1634 diente er unter dem Kommando von Bernhard von Sachsen-Weimar im Deutschland-Feldzug. Als Baron de Montausier nach dem Tod seines Bruders wurde er Colonel des Régiment de Montausier. Nach seiner Rückkehr in die Armee des Königs 1636 kämpfte er mit seinem Regiment in den Rheinkampagnen der folgenden Jahre. Während des Französisch-Spanischen Kriegs nahm er im August 1637 an der Spitze seines Regiments an der Belagerung von Bletterans teil, wo er eine beträchtliche Verwundung erlitt. Im November 1643 wurde er unter Kommando von Josias Rantzau in der Schlacht bei Tuttlingen von den Gegnern gefangen genommen und erst nach zehn Monaten gegen ein Lösegeld freigelassen.
1644 wurde die Baronie de Montausier zum Marquisat erhoben.
Als Maréchal de camp des armées du Roi sowie Gouverneur der Saintonge und des Angoumois, war er eine der bekanntesten Persönlichkeiten am Hof Ludwigs XIV. Vierzehn Jahre lang warb er um die Hand Julie d’Angennes’ und hielt sich in dieser Zeit häufig im Hôtel de Ramvouillet in Paris auf. Er konzipierte die Idee der Guirlande de Julie, zu deren Ausführung er mit sechzehn Madrigalen beitrug.
Nachdem er 1645 dem Protestantismus abgeschworen hatte, war das letzte Hindernis für die Ehe mit Julie d’Angennes beseitigt. Die Hochzeit fand am 15. Juli 1645 statt. Das Paar bekam eine Tochter, Marie-Julie de Sainte-Maure (1646–1695), die spätere Herzogin von Uzès.
Von 1661 bis 1664 war Julie d’Angennes die Gouvernante des Grand Dauphin, anschließend bis 1671 die Gouvernante der Ehrendame der Königin. Am 31. Dezember 1661 wurde Charles de Sainte-Maure in den Orden vom Heiligen Geist aufgenommen. Im Mai 1663 wurde er Lieutenant-général und Kommandant der Normandie während der Minderjährigkeit der beiden Gouverneure der Normandie Jean Louis d’Orléans-Longueville und Charles Paris d’Orléans-Longueville. 1664 wurde das Marquisat de Montausier zum Herzogtum und zur Pairie erhoben. 1668 wurde er zum Gouverneur des Grand Dauphin ernannt. Er wählte Pierre Daniel Huet und Jacques Bénigne Bossuet als Lehrer und ließ selbst eine Sammlung klassischer lateinischer Autoren ad usum Delphini veröffentlichen. Nicolas Boileau hielt sein Urteil in literarischen Angelegenheiten sehr hoch. Bereits zu seinen Lebzeiten soll er als Vorbild für Molière für den Alceste in der Komödie Le Misanthrope gedient haben, zeigte sich aber dadurch nicht verletzt.